# Lá diễn
Dicliptera chinensis là một loài thực vật có hoa trong họ Ô rô. Loài này được (L.) Juss. mô tả khoa học đầu tiên năm 1807.

## Hình ảnh

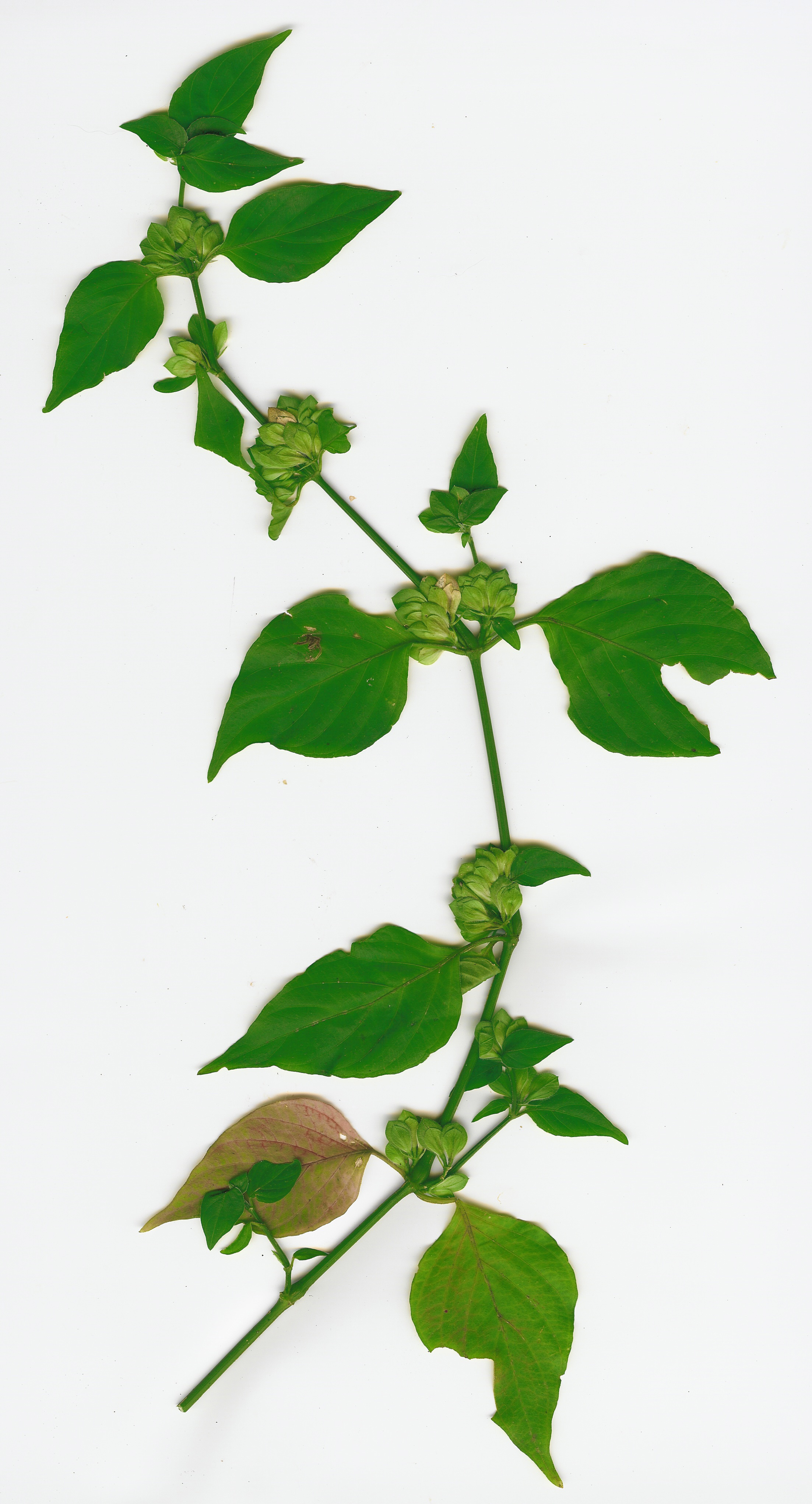
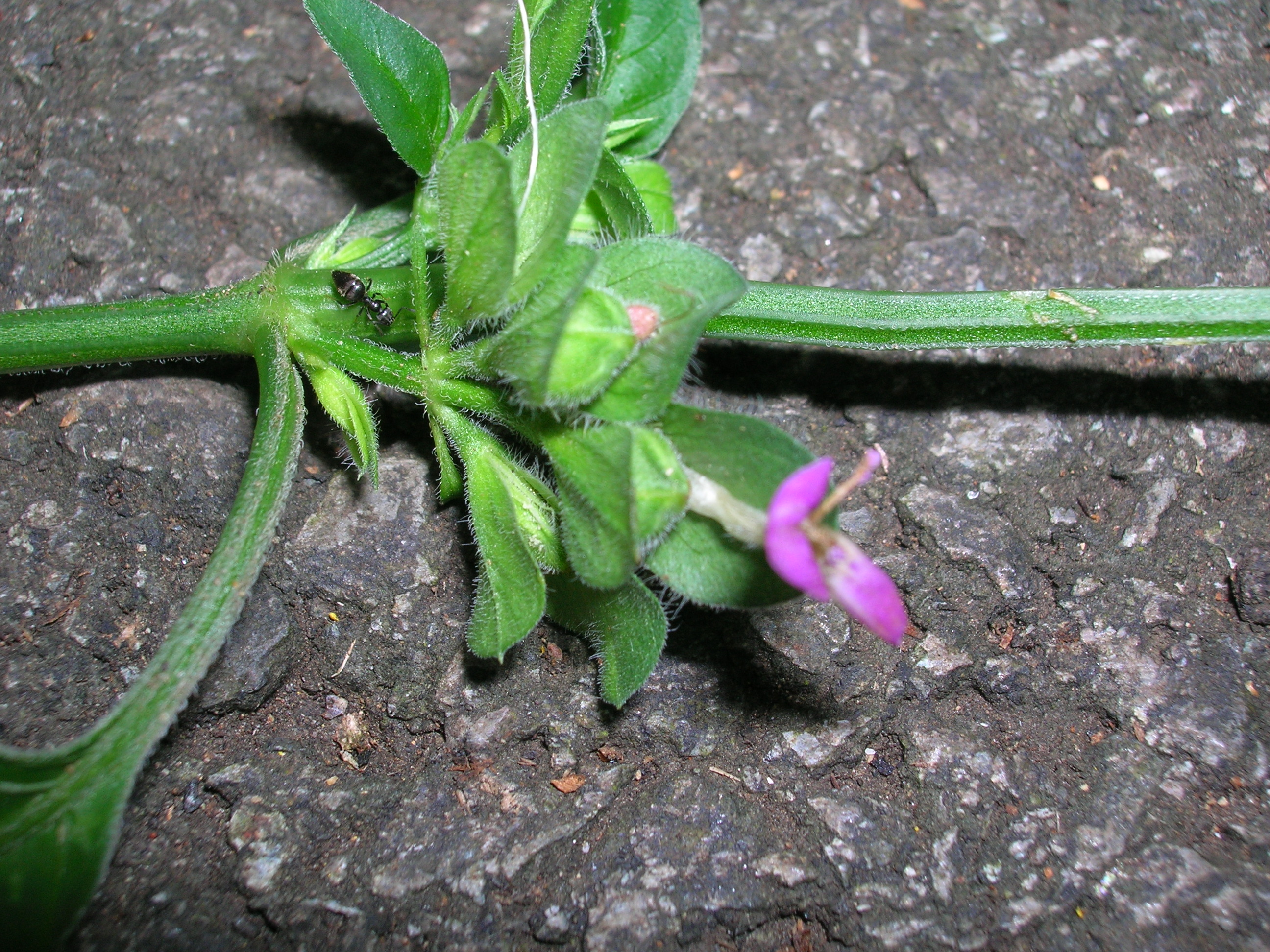
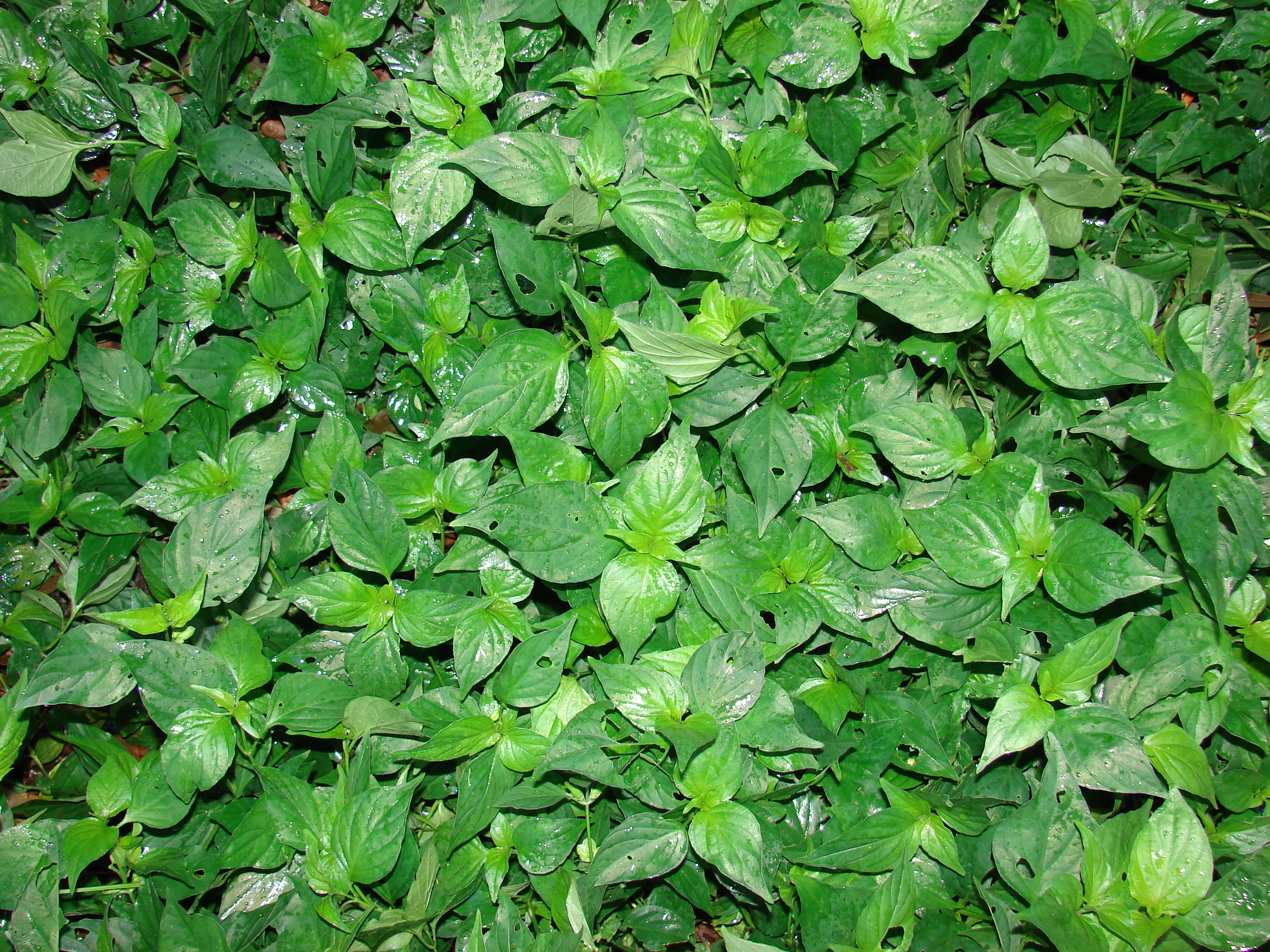
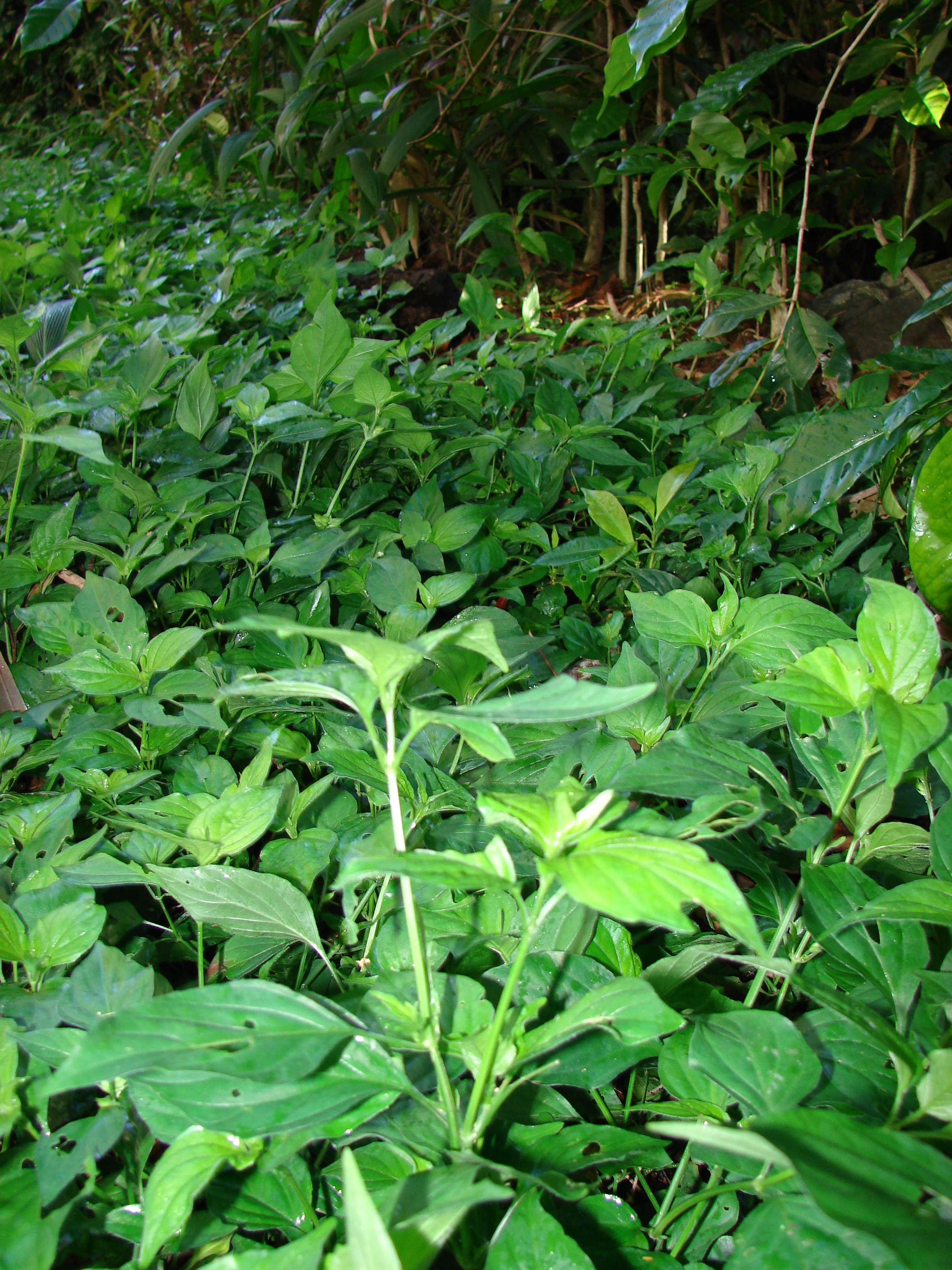